# Maxence Van der Meersch
Pour les articles homonymes, voir Vandermeersch.
Maxence Vandermeersch dit Maxence Van der Meersch [vɑ̃ dɛʁ mɛʁʃ], né le 4 mai 1907 à Roubaix et mort le 14 janvier 1951 au Touquet-Paris-Plage, est un avocat et écrivain français, dont l'œuvre principale est L'Empreinte du dieu, prix Goncourt en 1936.
Son œuvre, empreinte d'humanisme et essentiellement tournée vers la description des gens modestes du Nord, sa région natale, repose sur trois grands axes : la documentation, le reportage et l'autobiographie. Parmi ses œuvres : La Maison dans la dune (1932), Car ils ne savent ce qu'ils font... (1933), La Fille pauvre (1934). Avec Invasion 14, il manque d'une voix le Goncourt 1935, qu'il remportera l'année suivante.

## Biographie

### Origines familiales
Maxence Van der Meersch est le fils de Benjamin Jules Joseph Vandermeersch (1870-1946), négociant en matériaux né à Bondues, et de Marguerite Augustine Demarque (1878-1965), ménagère née à Roubaix et le petit-fils de Louis Vandermeersch, clerc  et professeur de musique, originaire de Dentergem en Belgique.
Son père monte une entreprise qui échoue, et l'occupation allemande lors de la Première Guerre mondiale impose des épreuves terribles à toute la population.

### Éducation et famille
Maxence Van der Meersch est né au domicile de ses parents. Il est un enfant de santé très fragile qui naît dans le milieu relativement aisé de la petite bourgeoisie de Roubaix, l'une des villes les plus prospères de France à l'époque grâce à son industrie textile. Sa jeunesse est marquée par un drame : le 27 octobre 1918 il perd sa sœur aînée, Sarah, 18 ans, emportée par la tuberculose. Cette dernière est issue d'une précédente relation de Marguerite Augustine Demarque. Le ménage de ses parents n'y résiste pas. Sa mère Marguerite sombre dans l'alcoolisme et son père Benjamin, avec qui Maxence va vivre, mène une vie jugée dissolue. Élève au lycée Gambetta de Tourcoing, Maxence montre un talent pour l'écriture qui le mène à des études de droit et de lettres.
En juillet 1923, il effectue avec sa marraine Pauline Hilst un voyage de quelques jours à Bruges, cette portion de la Flandre belge épargnée par les combats de 1914-1918. Il est fort impressionné et y revient autant de fois qu'il le peut. De ce premier voyage mûrira vingt ans plus tard son roman Maria, fille de Flandre.

### Émancipation

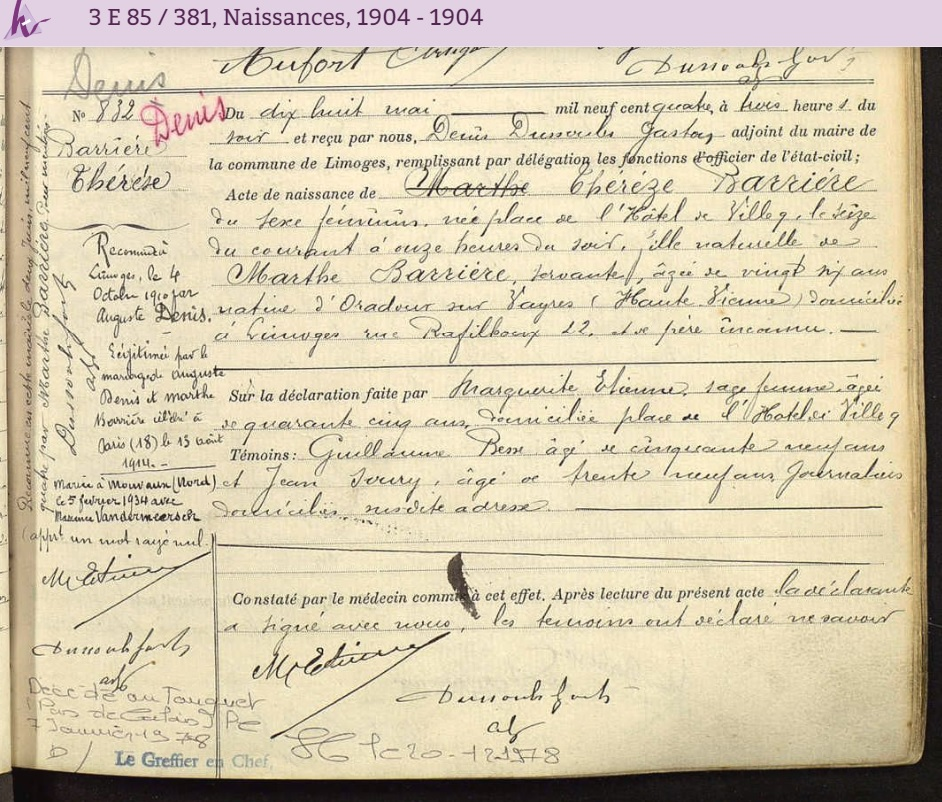
1904.05.16 - Acte de naissance de Thérèze Barrière puis Denis puis Vandermeersch.

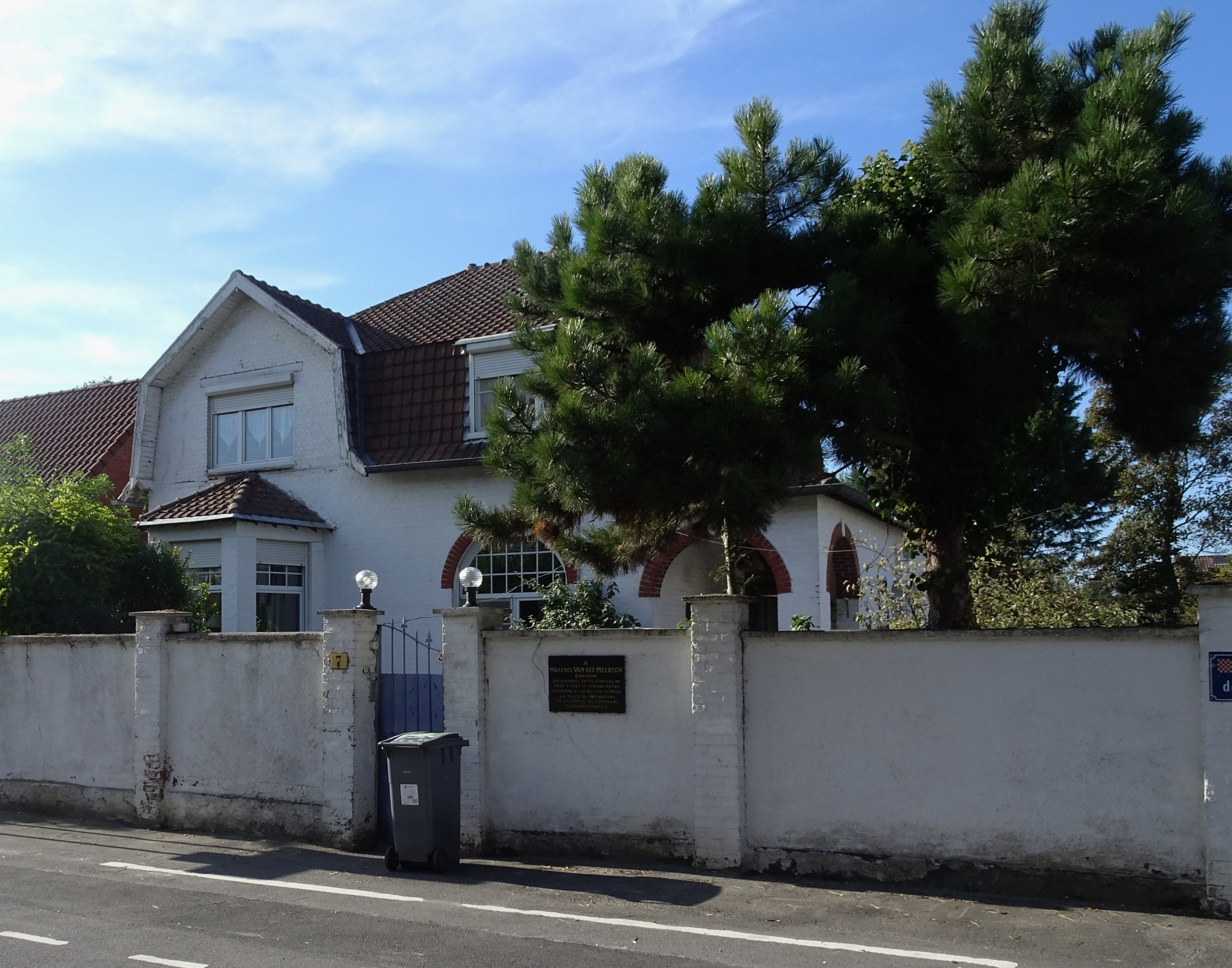
La maison où a habité Maxence Van der Meersch, 7 quai des Alliés, Wasquehal.

#### Vie à Wasquehal
Les finances paternelles vont mieux dans les années 1920, offrant au fils une certaine liberté. En 1927, il tombe amoureux de Thérèze Denis, née le 16 mai 1904 à Limoges, une jeune ouvrière pauvre, avec laquelle il s'installe en concubinage à Wasquehal dans le quartier du Capreau, tout d'abord au 246 rue Lamartine, puis le long du canal au 7 quai des Alliés, dans une maison construite sur les ruines de l'ancien Château de Vaissier. Son père, qui rêvait d'une union prestigieuse, désapprouve.

#### Mariage avec Thérèze Denis
En 1929, de cette union non officielle qu'il régularisera le 5 février 1934, naît sa fille Sarah, prénommée ainsi en souvenir de sa sœur. Thérèze, qui continue de travailler en usine, sera l'unique amour de sa vie et est la clef essentielle à la compréhension de l'œuvre de Van der Meersch, qui fait de la stabilité du foyer familial le fondement du bonheur personnel et d'une société harmonieuse. Elle inspire le cycle romanesque La Fille pauvre.
Van der Meersch est investi dans la vie locale de Wasquehal et est même président d'honneur d'un petit journal laïc, distribué dans le quartier du Capreau, appelé Mon patelin,.

### De la robe à la plume

#### Premier succès
Avocat de formation, il exerce très peu. Préférant la plume à la robe, il se consacre rapidement à l'écriture exclusivement, après le succès de son premier roman, La Maison dans la dune (1932). Il a trouvé sa voie, avec une œuvre empreinte d'humanisme chrétien et de son propre vécu consacrée essentiellement à la vie des gens modestes du Nord.

#### Invasion 14
En 1935, il manque de peu le Prix Goncourt avec Invasion 14, large panorama romanesque avec plus de 100 personnages avec pour toile de fond la région lilloise occupée par les troupes allemandes de 1914 à 1918, lors de la Première Guerre mondiale.

### La consécration

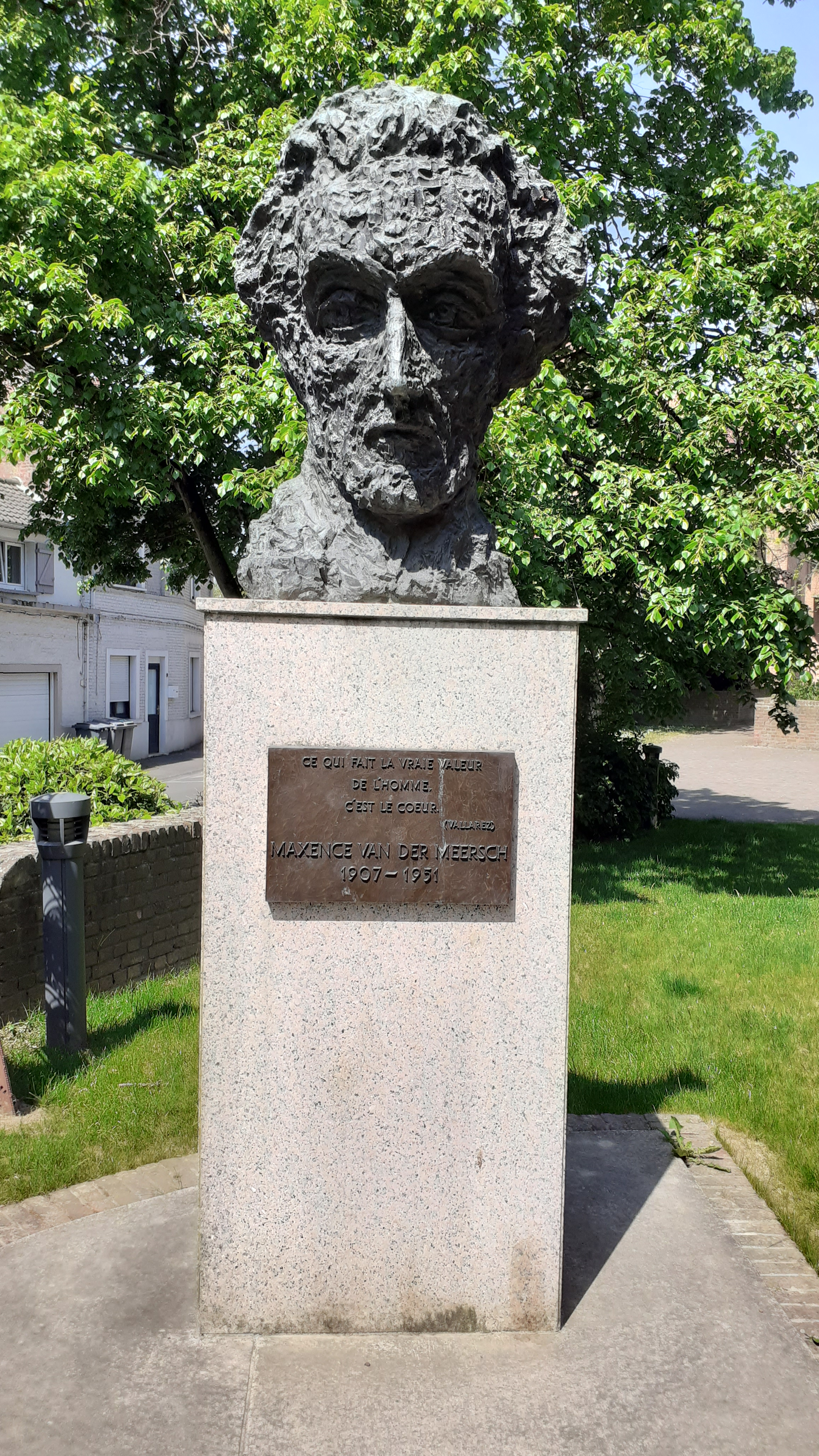
Le buste de Maxence Van der Meersch à Wasquehal.

#### Prix Goncourt
Il obtient sa revanche en 1936, avec L'Empreinte du dieu, récit du destin tragique d'une paysanne belge. Cette même année, meurt sa seconde fille Benjamine.

#### Prix de l'Académie française
Prix de l'Académie en 1945, Corps et Âmes est son plus grand succès, traduit en treize langues. Ce roman situé à Angers vers 1930-1935, fresque sociale sur la pratique de la médecine, s'inspire de la vie du Docteur Paul Carton, un grand personnage de la médecine naturelle, pour qui il éprouve une admiration profonde, car il lui attribue la survie de Thérèze, elle aussi atteinte de tuberculose. Il explique le choix du sujet de ce roman dans un ouvrage : Pourquoi j'ai écrit Corps et âmes.
Catholique, contrairement à son père Benjamin, qui était un athée convaincu, il signe également des ouvrages religieux, notamment une vie du curé d'Ars et une biographie littéraire de sainte Thérèse de Lisieux (1947) qui est vivement contestée par le clergé, parce qu'elle tranche avec l'image de la jeune femme répandue par l'Église catholique, et par des historiens, en raison de ses imprécisions.

### Seconde Guerre mondiale
Lors de la Seconde Guerre mondiale, il aide son cousin Henri, évadé d'un camp de prisonniers et membre de la Résistance, en assurant pour ce dernier la distribution d'un message vers un responsable de réseau de résistants. Il vient en aide à un marinier qui va saboter sa péniche, qui transporte du charbon, pour bloquer un canal. Avec l'accord de Raymond Denancy, qui mène l'opération, résistants et habitants vident la péniche de ses meubles et cachent le tout dans la maison des Van der Meersch. Au début de la guerre, il avait reçu la visite de la Gestapo qui l’avait interrogé sur son œuvre et ses proches.

### Fin de vie
Les forces l'abandonnent très jeune. Alité dès 1947, il ne mène pas à terme son projet de nouveau roman, Invasion 40. Il achète, en 1949, une villa au Touquet-Paris-Plage, qu'il appelle La Maison dans la dune (rebaptisée ultérieurement Sandhill), du nom de son premier ouvrage. Elle est située à l'angle de l'avenue Maxence Van der Meersch et de l'allée des Chèvrefeuilles. Il y meurt, emporté par la tuberculose pendant l'année 1951 à 43 ans. On peut lire sur la façade, l'inscription : A achevé ici sa brève existence le 14 janvier 1951, à la recherche du vrai.
Ce décès précoce ravive la polémique autour des vues tranchées de l'auteur sur la médecine et la diététique. Ayant épousé une doctrine antimédicamenteuse stricte, et s'imposant un régime alimentaire draconien dont étaient éliminées les nourritures trop riches, le romancier refusait les antibiotiques qui avaient permis de faire reculer la prévalence de la maladie. Auteur qui connut un grand succès populaire de son vivant, il est aujourd'hui presque oublié en dehors de sa région natale. Il est inhumé au cimetière de Mouvaux.

## Œuvres

### Romans
- La Maison dans la dune, premier roman publié aux éditions Albin Michel en 1932.
- Car ils ne savent ce qu'ils font..., roman partiellement autobiographique, 1933.
- Quand les sirènes se taisent, roman sur les grèves des ouvrières d'usines, 1933.
- La Fille pauvre, roman autobiographique en trois volumes. Tome I : Le Péché du monde, 1934, tome II : Le Cœur pur, 1948, tome III : La Compagne (publication posthume en 1955).
- Invasion 14, roman sur l'occupation allemande du Nord de la France lors de la Grande Guerre, 1935.
- Maria, fille de Flandre, Bruxelles, Éditions du Nord, coll. « Electa », 1943, 243 p.
- L’Élu, Bruxelles, Éditions du Nord, coll. « Electa », 1946 (1re éd. 1934), 246 p.
- L'Empreinte du dieu, roman ayant reçu le prix Goncourt en 1936, Litos, 2023  (ISBN 978-2-3850-6032-9)
- Pêcheurs d'hommes, roman sur la Jeunesse ouvrière chrétienne, (JOC), 1940.
- Corps et Âmes, roman sur le monde de la médecine, A. Michel , 1943, prix d'Académie de l'Académie française en 1945.
- Masque de chair, roman sur l'homosexualité masculine, paru en 1958 après sa mort.

### Autres publications
- Vie du Curé d'Ars, hagiographie, 1936.
- La Petite Sainte Thérèse, biographie de Sainte-Thérèse de Lisieux parue aux éditions Albin Michel en 1943.
- Femmes à l'encan, essai contre la prostitution, paru en 1945 chez Albin Michel.
- Pourquoi j'ai écrit Corps et âmes, étude parue en 1956 chez Albin Michel.

## Les principaux romans

### La Maison dans la dune
La Maison dans la dune est le premier roman de Maxence Van der Meersch dont l'action se passe dans le Westhoek (Nord et Belgique), paru en 1932. C'est à la fois, une description de la lutte implacable opposant contrebandiers et douaniers, l'histoire d'un amour pur et sincère et la recherche d'une rédemption impossible. Il a été adapté au cinéma à trois reprises : en 1934, 1952 et 1988.

### Quand les sirènes se taisent
Ce roman social a pour fond une grève des ouvriers des industries textiles à Roubaix en 1931. Apparenté à certains romans d'Émile Zola tant pour le style, l'intrigue et l'action, l'œuvre présente en outre de nombreux points communs avec son prédécesseur naturaliste. Elle est proche de la littérature prolétarienne, tout en s'inscrivant dans le roman catholique, influencé par les idées de la Jeunesse ouvrière chrétienne.

### Invasion 14
Invasion 14 est un roman paru en 1935, qui manque d'une voix le Prix Goncourt. Comme son nom l'indique, le roman retrace les années d'occupation allemande dans le Nord de la France pendant la Première Guerre mondiale. C'est un roman fresque aux personnages multiples qui s'inspire de témoignages, d'anecdotes et de faits réels recueillis par l'écrivain lors de l'occupation partielle de la France par l'armée allemande.

### L'Empreinte du dieu
Alors qu'il avait frôlé le prestigieux prix un an auparavant avec Invasion 14, l'auteur reçoit le prix Goncourt par sept voix contre trois.
Le roman raconte l'histoire de Karelina, paysanne dans un village belge des bords de la Lys, où elle vit sous la coupe d'un mari brutal. Quand celui-ci est envoyé en prison pour contrebande, elle part chez un oncle écrivain à Anvers. Bien accueillie dans son nouveau foyer, elle se plie cependant à son devoir en retournant avec son époux. La détention ne l'a pas amendé, bien au contraire, et l'oncle vient la tirer de là par la force. Elle sera alors obligée de se réfugier dans une maison de campagne en Zélande, où elle n'échappera pas à un destin tragique.
L'Empreinte du dieu abonde de descriptions de la Flandre traditionnelle, la région de la famille paternelle, originaire de Vive-Saint-Éloi.

## Hommages
- La Piscine de Roubaix conserve un buste de Maxence Van der Meersch sculpté par André Missant[14].
- La commune du Touquet-Paris-Plage, lui rend hommage avec l'avenue Maxence-Van-der-Meersch, avenue où se trouvait sa villa.

### Filmographie
Son premier roman La Maison dans la dune a été adapté au cinéma à trois reprises.
- Pierre Billon a réalisé la première version en 1934.
- Georges Lampin a signé une deuxième version en 1952.
- Michel Mees, réalisateur belge, est à l'origine de la troisième version en 1988.
- Son roman Corps et Âmes a été porté à l'écran par Curtis Bernhardt en 1949. The Doctor and the Girl (titre original) est sorti en France sous le titre du roman Corps et Âme.